# Тверской железнодорожный узел
Тверской железнодорожный узел — промышленный железнодорожный узел Октябрьской железной дороги. На узле расположены ряд предприятий железнодорожного транспорта, в том числе локомотивное депо ТЧР-3 «Тверь» и вагонное депо ВЧД-14 «Тверь», дистанции пути, электроснабжения, СЦБ. Узел обслуживает промышленные предприятия Твери и ближайших населенных пунктов.

## История

### Императорская Россия

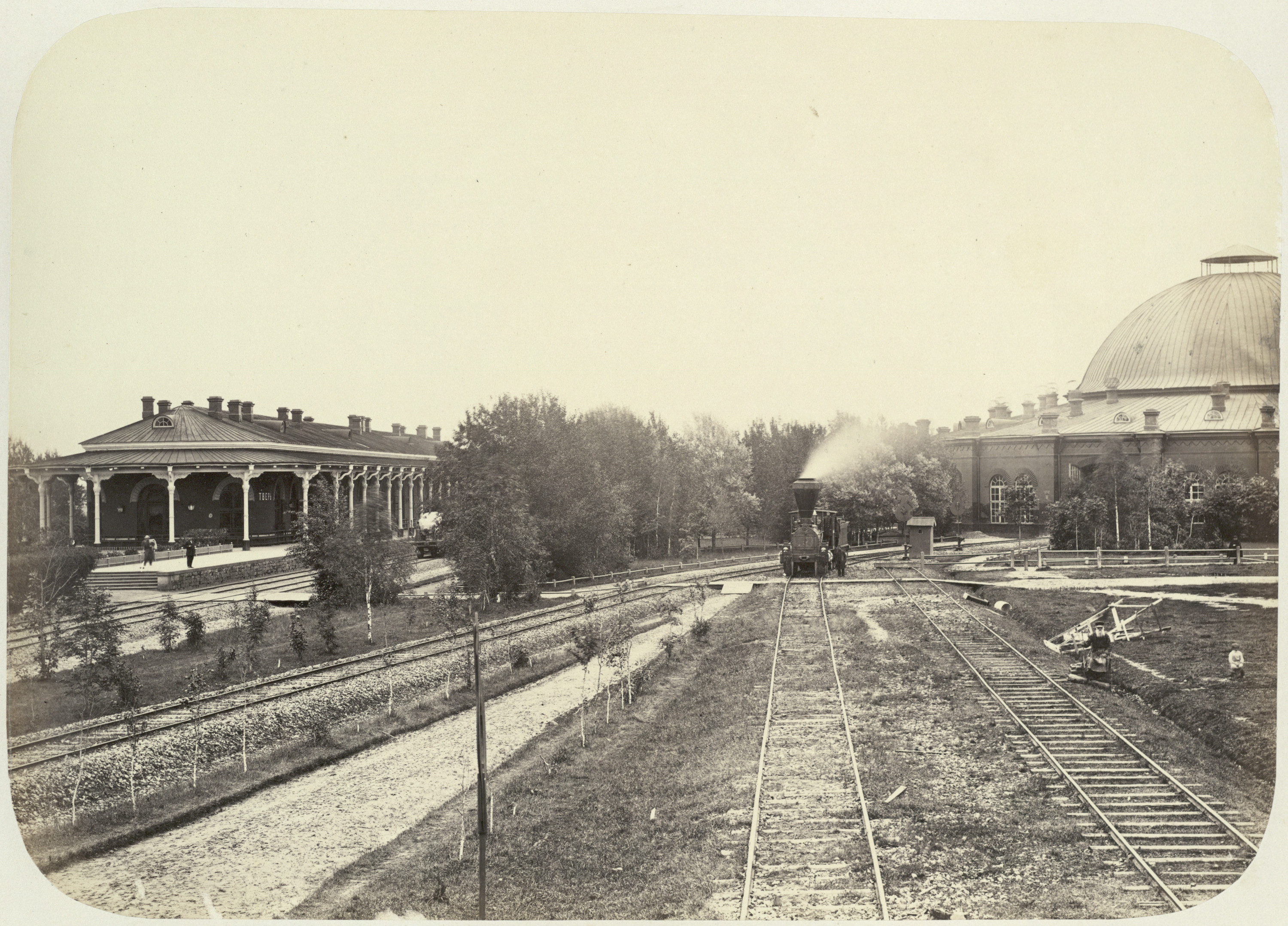
Железнодорожный вокзал и круглое депо. 1860-е.

Начало формирования Тверского узла относится к 1850 году, когда была открыта станция Тверь. Тогда же были построены: станционные пути, круглое депо, разделенное на 22 стойла для стоянки и ремонта локомотивов, с поворотным кругом в центре (1851), мастерские. С 1850 года на станции были организованы: 7-й участок службы пути, 5-й участок службы движения, 6-й участок службы тяги. В конце XIX века происходит дальнейшее развитие узла: строятся прямоугольное депо на 12 стойл (т. наз. «большая сарайная»), 2 малых депо на одно стойло (т. наз. «малая сарайная»), нефтекачку (1890); казармы, школу, жилые дома рабочих и служащих (все начала XX века), парки путей. В одних только мастерских при станции работало более 350 человек. Станция оказалась в 4 километрах от Твери, связь с которой осуществлялась посредством Станционного шоссе (ныне Проспект Чайковского), и около неё сформировался пристанционный посёлок. Долгое время станция жила обособленной жизнью, почти не связанной с городской, а время на ней (пулковское, принятое на железных дорогах Российской Империи) отличалось на 10 минут от городского (московского). В 1860-х при губернаторе Багратионе, станция была соединена с городом телеграфной линией.
В 1864 году от станции была проложена железнодорожная ветвь к пристани на Волге, длиной 5 верст (5,3 км), вошедшей в состав Николаевской железной дороги; в 1869 была проложена ветвь к Морозовской Мануфактуре (0,6 верст), в 1870 — к лесной пристани на Волге (1,3 версты, 1,4 км).
В 1869 году на станцию прибыло и было отправлено в общей сложности более 240 000 пассажиров и 7,6 млн пудов (124,5 млн кг) грузов, в 1894 — более 180 000 пассажиров и 8,8 млн пудов (144,1 млн кг) грузов. Проведение Рыбинско-Бологовской и Новоторжской железных дорог отклонило пассажирское движение от ст. Тверь и усилило движение на ст. Бологое и Новоторжской. В конце XIX века разрыв между центром города и станцией был застроен. В 1886 году в пристанционном поселке открылось железнодорожное училище (ныне — средняя школа № 25), для которой в 1908 году было выстроено двухэтажной кирпичное здание. В этом же году, для обслуживания Верхневолжского завода железнодорожных материалов (ныне Тверской вагоностроительный завод), была построена станция Дорошиха.

Станция Тверь. Начало XX века.

### Советская Россия
В ходе революционных действий в городе Тверь, 28 октября (10 ноября) 1917 года станции Тверь и Дорошиха, а также телеграф, телефон и военная радиостанция, были заняты комиссарами совместно с отрядами Красной гвардии и солдат.
В июне 1918 года на станции Тверь и ближайших станциях вспыхнула забастовка вследствие неполучения хлеба и других продуктов. На станции Тверь образовалась пробка из пассажирских и товарных составов, состоялся митинг железнодорожников, пославших ряд телеграмм о немедленной присылке продовольствия. После прибытия вагонов с продовольствием, движение возобновилось.
31 мая 1919 года на узле состоялся один из первых в стране коммунистических субботников, организованный революционерами Н. С. Лоцманенко

и А. Н. Дешевым
,
получивший высокую оценку В. И. Ленина, в ходе которого 128 коммунистов разгрузили и вновь загрузили 14 вагонов, превысив норму труда в 13 раз.
В 1927 — 1930 годах от станции была проложена железнодорожная ветка широкой колеи к посёлку Васильевский Мох, где шли разработки крупных торфяных массивов. В 1936 году, в связи со строительством аэродрома Мигалово, к нему была проложена ветвь протяженностью 5 километров.
Во время Великой Отечественной войны за узел велись ожесточенные бои. Железнодорожная насыпь на участке Тверь — Пролетарская использовалась как укрепление обороняющимися войсками. В 4:00 утра 14 октября 1941 года станция Калинин эвакуировалась на станцию Завидово, где располагался штаб 30-й Армии. Работниками станции заблаговременно были предприняты меры по саботажу эксплуатации станцией противником, в частности, выведен из строя поворотный круг депо и разрушены пути. Днем того же дня немецкие войска сломили оборону 5 стрелковой дивизии и захватили станцию, превратив её в хорошо укрепленный пункт, и уже 17 октября, в ходе рейда 21 танковой бригады на Калинин, танки 21 тбр, при попытке отвоевать станцию, были уничтожены.
В ходе Калининской наступательной операции, к 14 часам 16 декабря 1941 года, воины 934 стрелкового полка 256 стрелковой дивизии овладели станцией Калинин, и комиссар Денисенко поднял красное знамя над вокзалом.
В ходе боев, предприятия железнодорожного узла сильно пострадали. Был взорван железнодорожный мост, сильно повреждены вагоноремонтный пункт, здания вокзала и локомотивного депо. Но даже после отступления, немецкая авиация продолжала бомбить станцию. Тем не менее, коллектив станции сразу после освобождения города приступил к восстановительным работам, ежедневно до 600 человек городского населения участвовало в очистке путей от снега.
16 января 1942 года на станцию прибыл из Москвы первый поезд, а 19 января открылось движение поездов на участке Калинин — Бологое.
10 февраля 1942 года станция вновь стала функционировать. К этому моменту были восстановлены здание вокзала, локомотивного депо, вагоноремонтного участка, было отремонтировано более полусотни паровозов.
В 1942—1943 гг. на паровозе Эм 725-39 две калининские поездные бригады, возглавляемых машинистами Громовым и Алексеевым, подвергаясь постоянным обстрелам и бомбежкам, доставляли провизию, военную технику в блокадный Ленинград, вывозили раненых.
Совместно с рабочими комбината КРЕПЗ и областной конторы Госбанка, коллектив станции собрал 250 000 руб. для постройки звена самолетов. Позднее, работники станции были отблагодарены правительственной телеграммой:

«Правительственная. Станция Калинин Октябрьской железной дороги. Секретарю узлового парткома Петрову Б. Н. Прошу передать железнодорожникам станции Калинин за ранее внесенные 400 тысяч рублей на строительство танковой колонны „Калининский фронт“, за 250 тысяч рублей на строительство звена самолетов „Железнодорожник Калининского узла“ мой братский привет и благодарность Красной армии. И. Сталин».

За самоотверженный труд в годы Великой Отечественной войны, 24 ноября 1946 года коллективу паровозного депо станции Калинин было вручено на постоянное хранение Красное Знамя от наркома путей сообщения Л. М. Кагановича.
В 1957 году был электрифицирован участок Калинин — Клин, а в 1962 году — участок Калинин — Малая Вишера, что позволило перевести движение на электрическую тягу: в 1960 году было открыто пригородное сообщение с Клином, в 1962 — с Москвой, с 1963 — со Спирово. В период 1961—1963 были проведены работы по созданию системы маршрутно-релейной централизации.
В 1970-е от станции Калинин был проложен подъездной путь к Мелькомбинату (Волжская ветвь), протяженностью 10 км. В этот же период от станции Доронинская к промышленным предприятиям Затверецкой части города Твери был проложен подъездной пути длиной 15 км.
29 июня 1991 года открыто новое здание вокзала, Построенное по проекту В. И. Кузнецова и др. (Ленгипротранс).

### Современный период
5 октября 1993 год на участке Тверь — Лихославль тепловозом ТЭП80-0002 был установлен рекорд скорости 271 км/ч. После испытаний и до начала 2000-х, этот тепловоз находился на станции Тверь, откуда поступил на Экспериментальную кольцевую железную дорогу ВНИИЖТ.
С 18 декабря 2009 года осуществляется скоростное движение электропоездов «Сапсан».

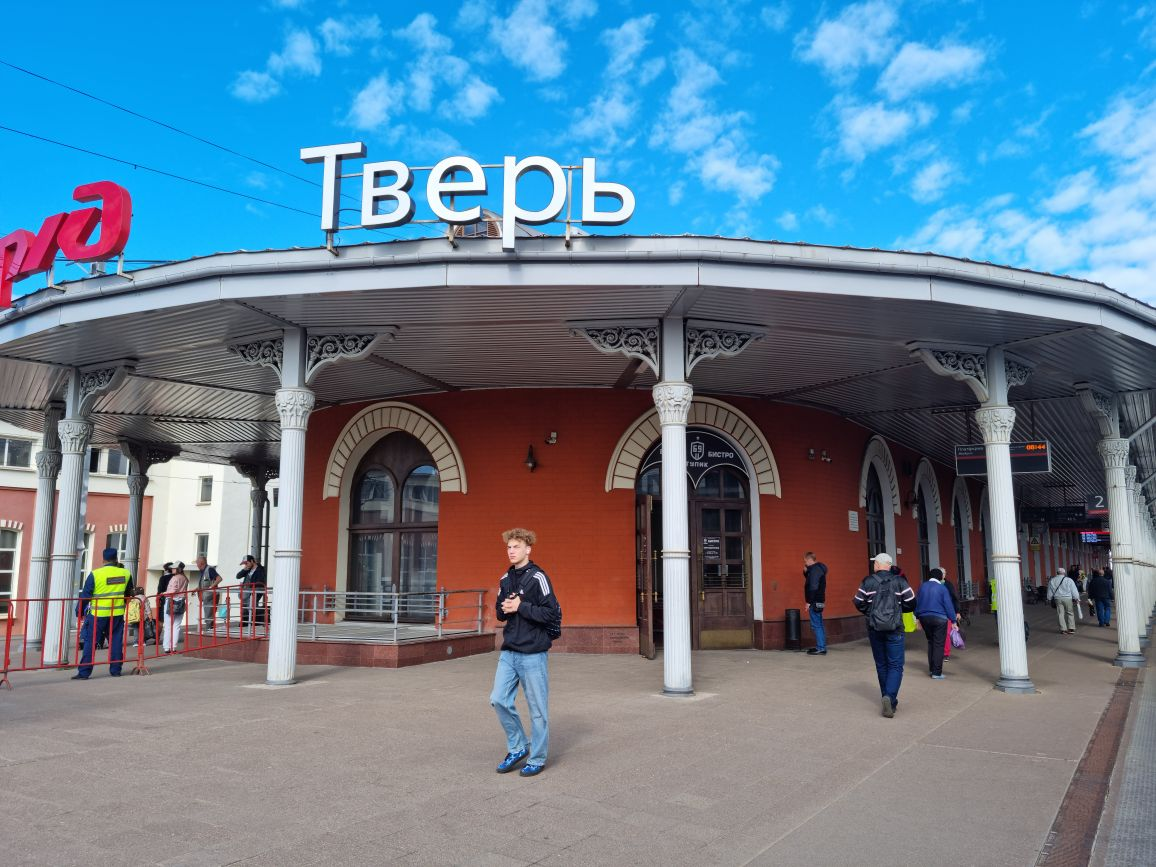
Вокзал

В 2010 году включена в перечень выходных сортировочных станций с Октябрьской железной дороги.
На 2012 год был запланирован ряд работ по реконструкции станции Тверь.
К 2015 году РЖД планировало построить на станции новый вокзал европейского уровня по проекту архитектора Андреаса Хейна.

## Станции узла
В состав узла входят станции: Тверь (грузовая 1-го класса), Дорошиха (промежуточная 4-го класса), Васильевский Мох (промежуточная 4-го класса, не действует), Доронинская (промежуточная 5-го класса). Все четыре станции узла объединены в единое хозяйственно-расчетное предприятие «Станция Тверь» Октябрьской дирекции управления движением — филиала ОАО «Российские железные дороги». Возглавляет предприятие начальница станции Самофалова Юлия Александровна. Помимо них в узле находятся промышленные железнодорожные станции предприятий на путях необщего пользования: ТЭЦ-4, Волга, Силикатная, Промышленная. Эксплуатантом данных станций выступает предприятие промышленного железнодорожного транспорта ООО «Тверьпромжелдортанс» (Тверское ПЖТ).

## Предприятия железнодорожного узла

### Тверской железнодорожный вокзал
Железнодорожный вокзал станции Тверь — структурное подразделение Северо-Западной региональной дирекции железнодорожных вокзалов — структурное подразделение Дирекции железнодорожных вокзалов — филиала ОАО «РЖД».
Здание вокзала было построено в 1845—1848 гг. по типовому проекту (подобные были возведены в Малой Вишере, Бологом, и Клину) архитектора Рудольфа Желязевича (автора проектов и других основных зданий, помощника Константина Тона) инженерами Корпуса путей сообщения Волковым, Кенигом, Кирхнером, Вержбовским, Штукенбергом и другими. Строительные работы велись под руководством Н. О. Крафта.
Здание кирпичное, оштукатуренное, двухэтажное, со скругленными торцовыми фасадами, обведено галереей на чугунных колоннах для выхода пассажиров на перрон. Состояло из залов 1-го — 3-го классов, кассового, багажного и телеграфного отделений, буфета, кухни. В западной части располагалось императорское отделение (5 комнат) для отдыха членов царской семьи во время поездок из Петербурга в Москву. В интерьере использовалась драпировка, цветные и зеркальные стекла, золоченые багеты, дубовый паркет для пола, мраморные камины.
На вокзале неоднократно бывали августейшие особы. 10 августа 1858 года и 25 мая 1866 года, во время своего визита в Тверь — Александр III с Императрицей Марией Александровной, 18 октября 1893 года принцесса Ольденбургская и принц Ольденбургский.
На вокзале в ноябре 1921 года, 15 января 1927 года, 13 июня 1935 года, Михаил Калинин встречался с представителями трудящихся и общественных организаций города.
В 1977 году вокзал отделен от грузовой станции Тверь и вошел в состав Тверского участка Московской дирекции по обслуживанию пассажиров.
Новое здание вокзала было построено в 1984—1990 гг., открыто 29 июня 1991 года и расположено на правой (северо-восточной) стороне. Построено по проекту В. И. Кузнецова и др. (Ленгипротранс). Фасад здания, обращенный на проспект Чайковского, оформлен как три опрокинутые арки. Рядом поставлена прямоугольная высокая часовая башня. Новое здание железнодорожного вокзала Тверь соединено со старым подземным переходом (построен в 1993 году).
В апреле 2009 года вокзал оборудован турникетами. На церемонии открытия присутствовали глава РЖД Владимир Якунин и губернатор Тверской области Дмитрий Зеленин.
В ноябре 2009 года Дирекция железнодорожных вокзалов РЖД приняло решение о реконструкции вокзала, который, в перспективе, должен стать важнейшей точкой экономической активности в регионе. В рамках проекта планируется создать парковку общественного и личного автотранспорта, озеленить территорию, построить гостиничный, торговый, общественно-деловой и культурно-досуговый комплексы, будет построена транспортная инфраструктура — здания и сооружения, обеспечивающие перемещение пассажиров железнодорожного, общественного и автомобильного транспорта.
Здание вокзала расположено по адресу ул. Коминтерна, 18. Начальник вокзала дальних перевозок — Юрий Роздин, начальник вокзала пригородных перевозок — Надежда Кулакова.

### Клиническая больница станции Тверь
Клиническая больница на станции Тверь — многопрофильное ведомственное учреждение здравоохранения. В её состав входят поликлиника, обслуживающая 500 человек в смену, стационар на 115 коек, два здравпункта — Тверской дистанции пути и локомотивного депо Тверь, два фельдшерско-акушерских пункта на станциях Лихославль и Вышний Волочёк, семь пунктов предрейсовых осмотров, медпункт Тверского вокзала. В числе первых на октябрьской железной дороге больница стала проводить врачебную экспертизу членов локомотивных бригад скоростного движения.
Клиническая больница на станции Тверь была основана 13 июня 1873 год, когда на станции Тверь был открыт стационар. В 1920-е годы при Тверской железнодорожной больнице был открыт родильный дом, расширились терапевтическая, хирургическая и акушерская службы, в 1930-е здесь появилась своя рентгенслужба. В годы Великой Отечественной войны больница также продолжала свою работу. В 2003 году отделенческая больница на станции Тверь вошла в состав ОАО «РЖД», в 2010 году ей присвоен статус клинической.

### Сервисное локомотивное депо Тверь СЛД-06

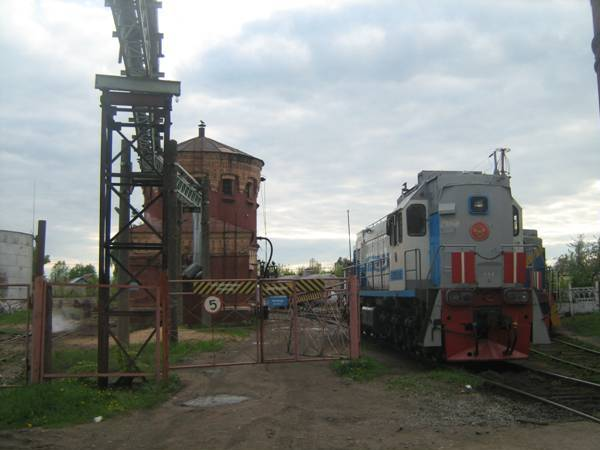
Локомотивное депо Тверь.

Локомотивное депо Тверь построено в 1851 году. Обеспечивало эксплуатацию и ремонт паровозов различных типов, после перехода на электротягу — грузовых локомотивов и электросекций, впоследствии — маневровых тепловозов. В 2009 году весь приписной парк (около 90 тепловозов ТЭМ) в связи с разделением передан в ТЧ-4 Бологое, депо специализируется на ремонте. Выполняет все виды деповского ремонта маневровых тепловозов ТЭМ1, ТЭМ2, ТЭМ3, ТЭМ18. Также специализируется на ремонте электрических машин тепловозов и электропоездов. В 2014 году депо выведено из состава ОАО «РЖД» и передано в управление ООО «ТМХ-Сервис» (в настоящее время — ООО «Локотех-Сервис»).
Здание депо расположено по адресу ул. Железнодорожников, 30.

### Вагонное депо Тверь ВЧД-14
Вагонное депо Тверь — структурное подразделение Дирекции по эксплуатации и ремонту путевых машин — филиала ОАО «Российские железные дороги». По итогам 2004 года, выпуск вагонов на линии составил 2810 единиц. C 2005 года вагонное депо Тверь ВЧД-14 выполняет только ремонтные функции. До 2010 года выполняло деповский и капитальный ремонт грузовых вагонов, а также модернизацию грузовых вагонов и платформ. В феврале 2007 года согласно приказам ОАО «РЖД» № 235 от 22.09.2006 и ОЖД № 531/Н от 27.10.2006, передано в подчинение Дирекции по эксплуатации и ремонту путевых машин. С января 2010 года перепрофилировано на ремонт путевых машин. Так же, занимается эксплуатацией путевых моторных гайковертов, выправочно-подбивочно-рихтовочных, рельсоочистительных, снегоуборочных путевых машин.
Начальник депо — Опрышко Сергей Николаевич. Офис вагонного депо находится по адресу улица 1-я Желтиковская, дом 5.

### Тверская дистанция пути ПЧ-3
Тверская дистанция пути — структурное подразделение Октябрьской дирекции инфраструктуры — филиала ОАО «Российские железные дороги». В ведении дистанции находятся 313,4 км пути, из них 286 км — на главном ходу Октябрьской железной дороги (участок Решетниково — Спирово), а также 139 искусственных сооружений, 8 станций. Начальник дистанции пути — Качанов Александр Александрович. Коллектив дистанции насчитывает около 500 человек.

### Тверская дистанция электрификации и энергоснабжения ЭЧ-12
Тверская дистанция электрификации и энергоснабжения — структурное подразделение Октябрьская дирекция инфраструктуры — филиала ОАО «Российские железные дороги». В 1965 году Калининский энергоучасток выделен из состава Московской дистанции электроснабжения в отдельное предприятие. В ведении дистанции находится контактная сеть на участках Чуприяновка — Окуловка,Лихославль - Торжок, 21 тяговая подстанция и 22 поста секционирования. Начальник дистанции — Шереметьев Василий Владимирович. Офис дистанции расположен по адресу: г. Тверь, улица Железнодорожников, 14а.

### Тверская дистанция сигнализации, централизации и блокировки ШЧ-2
Тверская дистанция СЦБ — структурное подразделение Октябрьской дирекции инфраструктуры — филиала ОАО «Российские железные дороги». Протяженность дистанции составляет 208,1 км. Она обслуживает участки Клин — Спирово, Решетниково — Конаково ГРЭС, Дорошиха — Васильевский Мох. Техническая оснащенность — 136,2 тех. единицы. На балансе дистанции находится 496 стрелок электрической централизации, 190,4 км — автоблокировки, 17,7 км полуавтоматической блокировки, 16 переездов, 19 комплектов КТСМ. На предприятии трудится 152 работника. Начальник дистанции — Ким Анатолий Владимирович.

### Тверской региональный центр связи РЦС-1
Тверской региональный центр связи — структурное подразделение Октябрьской дирекции связи — структурного подразделения Центральной станции связи — филиала ОАО «Российские железные дороги». Центр образован в 2006 году. В структуру предприятия входят 4 производственных участка, на балансе центра находится 185 зданий и сооружений. Протяженность магистральных кабельных линий связи, обслуживаемых центром, составляет 733,9 км, воздушных линий связи — 239,8 км, волоконно-оптических — 695,6 км. Коллектив РЦС-1 насчитывает 277 человек, начальник предприятия — А. Кунегин.

### Пожарный поезд станции Тверь
Пожарный поезд станции Тверь образован в 1921 году. Пожарный поезд обслуживает участки Клин — Конаково ГРЭС, Клин — Елизаровка, Лихославль — Старица, Торжок — Соблаго, Дорошиха — Васильевский Мох. В состав поезда входят две цистерны вместимостью 60 тонн; на летний период в состав поезда добавляют ещё две цистерны из рабочего парка. Для тушения горючих веществ используется пенообразователь (5 тонн). Бригада пожарного поезда состоит из 8 человек, начальник поезда — А. Кожанов.

### Восстановительный поезд ВП-4021
ВП-4021 — восстановительный поезд станции Тверь, структурное подразделение Дирекции аварийно-восстановительных средств. Образован в 1937 году. Поезд обслуживает участки: Клин (исключительно) — Академическая (включительно), Решетниково — Конаково ГРЭС, Дорошиха — Васильевский Мох, Лихославль — Торжок (включительно). В составе восстановительного поезда — кран СМ-515 грузоподъемностью 80 тонн, кран Сокол-60.01, мощная тяговая техника, гидравлическое и накаточное оборудование для подъёма подвижного состава. Поезд принимал участие в ликвидации многих аварий, из них наиболее известны: Аристово — Зубцов (2005), «1-й Невский Экспресс» (2007 г.), «2-й Невский экспресс» (2009). Начальник поезда — Чинаров А. Н. В 2017 году поезд расформирован, техника и оборудование переданы в другие восстановительные поезда.

### Музей тверских железнодорожников
До 2008 года, на узле действовало два музея (филиалы Центрального музея Октябрьской железной дороги): Музей тверских железнодорожников (узловой) — открыт в 1982 году, фонд музея — 2285 единиц хранения, хранитель — Раиса Филипповна Дроздова; Музей локомотивного депо Тверь (хранитель — старший научный сотрудник ДЦНТИ Светлана Николаевна Дмитриева). В 2012 году экспозиции обоих музеев были объединены.

### Дом культуры железнодорожников
Тверской дом культуры железнодорожников — подразделение дирекции социальной сферы Октябрьской железной дороги. Дом культуры введен в эксплуатацию в 1924 году и назывался «Октябрь» (современное название — с 1986 года). Особого расцвета клуб достиг к 1930-м — 1940-м годам, за один месяц его посещало более 5 000 человек. Высота здания — 3 этажа, общая площадь — 2127 кв.м. Имеются 3 зрительных зал на 1050 посадочных мест, 12 помещений для проведения культурно-досуговых мероприятий. В доме культуры работает профессиональная студия звукозаписи, удостоена премии «Звезда» в номинации — «Лучшая студия года» (1996 год), в которой записывались многие исполнители профессиональной эстрады. Так же, в помещениях дома культуры располагался Музей Тверских железнодорожников.

### Тверской производственный участок Московской механизированной дистанции погрузочно-разгрузочных работ
Тверской производственный участок Московской механизированной дистанции погрузочно-разгрузочных работ (МЧ-1) обеспечивает прием, выдачу, хранение и взвешивание грузов, погрузку, выгрузку, сортировку грузов и контейнеров. Тверской участок имеет пункты на станциях Тверь, Лихославль, Торжок, Ржев-Балтийский, Осташков, Углич, Кашин.

### Прочие предприятия
- Цех эксплуатации Тверь локомотивного депо Москва-Октябрьская ТЧЭ-1;
- Цех эксплуатации Тверь моторвагонного депо Крюково ТЧ-6;
- Тверской участок Московской дистанции гражданских сооружений, водоснабжения и водоотведения (НГЧ-1);
- Строительно-монтажный поезд № 617 (СМП-617);
- Склад топлива Тверь Московского отдела материально-технического снабжения Санкт-Петербургской дирекции материально технического обеспечения;
- Линейный отдел внутренних дел на станции Тверь.

## Предприятия транспортного машиностроения
В узле расположен ряд предприятий транспортного машиностроения: Тверской вагоностроительный завод (производство вагонов локомотивной тяги и вагонов метрополитена), Центросвармаш (производство тележек пассажирских вагонов локомотивной тяги), РИТМ ТПТА (производство тормозного оборудования подвижного состава железных дорог и метрополитена), SKF — Тверь (производство буксовых узлов подвижного состава железных дорог), Knorr-Bremse (производство тормозного оборудование для подвижного состава железных дорог).

## Работа узла
Основное содержание работы узла заключается в обслуживании транзитного движения. Кроме того, узел обеспечивает обслуживание промышленных районов города Твери посредством развитой сети подъездных путей, примыкающих к станциям узла, перевалку грузов с автотранспорта на железную дорогу и обратно, обслуживание пассажирских перевозок в прямом, местном и пригородном сообщении.

## Движение
Станция Тверь принимает поезда пригородного, местного и дальнего сообщения, а также скоростные поезда. По состоянию на лето 2010, через станцию проходят более 130 пассажирских поездов в сутки. Ежесуточно с вокзала станции Тверь отправляется около 10 тысяч пассажиров, из них более половины в сторону Москвы, годовой пассажиропоток превышает 7 млн человек, что составляет 40 % от пассажиропотока всей Тверской области.

### Дальнее сообщение
На станции останавливаются практически все поезда дальнего следования, проходящие проходящие по главному ходу ОЖД, соединяющие Москву с Петербургом и другими городами северо-запада России, Финляндией и Эстонией а также Петербург с Нижним Новгородом, Казанью, Самарой, городами юга России и восточной Украины. Время в пути из Москвы варьируется, в среднем, от 1 часа 30
минут до 2 часов. Минимальное время следования принадлежит поезду Невский Экспресс — 1 час 21 минута. Наибольшая интенсивность движения поездов дальнего следования по станции Тверь приходится на вечерние, ночные и утренние часы.

### Скоростное движение
С 18 декабря 2009 года на октябрьской железной дороге осуществляется движение скоростных электропоездов Сапсан по маршруту Санкт-Петербург — Москва. С 30 июля 2010 года также осуществляется движение по маршруту Санкт-Петербург — Москва — Нижний Новгород. Из 16 рейсов на станции останавливаются 12. Время стоянки всех скоростных поездов — 2 минуты. Скоростное сообщение осуществляется в дневное время.

### Пригородное сообщение
Регулярное пригородное пассажирское сообщение было открыто 1 февраля 1962 года по маршруту Калинин — Москва. Также, до середины 1980-х годов курсировал маршрут Калинин — Клин, обслуживавшийся электропоездами СМ3 приписки депо Калинин.
От станции отправляются электропоезда на Москву, Бологое и Торжок, пригородные поезда на Васильевский Мох. Электрички в направлении Бологого отправляются из северного тупика, с низких платформ, электрички на Москву — из южного тупика, с высоких платформ. Кроме того, до передачи моторвагонного парка ТЧ Тверь в ТЧ Крюково по боковым платформам осуществлялся оборот электропоездов из Москвы. Среднее время следования пригородных поездов до Москвы — 2,5 — 3 часа, до Бологое — 3 часа.
Среднесетевая скорость движения пригородных поездов составляет 67,2 км/ч.
Все электропоезда, обслуживающие маршруты из Твери, приписаны к локомотивному депо Крюково ТЧ-6.
Пригородные сообщение по станции Тверь осуществляется в утренние, дневные и вечерние часы.

### Поезда, не останавливающиеся на станции Тверь
- 151А/152А, 165A/166А «Сапсан»
- 063А/064А «Две Столицы»
- 001А/002А «Красная Стрела»
- 003А/004А «Экспресс»
- 053Ч/054Ч «Гранд Экспресс»

Иногда на станции Тверь не останавливаются и некоторые дополнительные поезда. Стоянка всех прочих поездов на станции составляет от 1 до 10 минут.

## Историко-культурное наследие

### Объекты культурного наследия
Историко-архитектурный комплекс станции Тверь Октябрьской железной дороги является объектом культурного наследия.
- Здание железнодорожного вокзала станции «Тверь» одного из старейших производственных помещений по обслуживанию железнодорожного сообщения в России, 1845—1848[52];
- Вокзал ст. Калинин, где Михаил Калинин встречался с представителями трудящихся города и общественных организаций[53];
- Локомотивное депо станции Калинин, где в 1919 году проходил один из первых коммунистических субботников, 1851 год[54];
- Здание восьмилетней школы № 25, в которой учился Герой Советского Союза Кирьянов Н. И., 1908 год[55][56](построено в комплексе станционных зданий);
- Здание нефтекачки на станции, 1890 год[57];
- Водонапорная башня, 1849 год;
- Здание кирпичного склада Локомотивного депо при станции, 2-я половина XIX века;
- Служебный корпус (Администрация Локомотивного депо) при станции, 2-я половина XIX века;
- Дом культуры железнодорожников, 1924 год;
- Мемориальная доска на здании вокзала, посвященная воинам 934 стрелкового полка 256 стрелковой дивизии, 16 декабря 1941 г. в ожесточенном бою с немецко-фашистскими захватчиками овладевшими станцией Калинин[58];
- Мемориальная доска на здании депо, посвященная субботнику 31 мая 1919 года;
- Памятник-паровоз Эм 725-39. В 1942—1943 гг. на паровозе Эм 725-39 две калининские поездные бригады, возглавляемых машинистами Громовым и Алексеевым, доставляли провизию, военную технику в блокадный Ленинград, вывозили раненых. Поезда ходили в блокадный Ленинград только по одной дороге, расположенной на юге Ладожского озера, подвергаясь постоянным обстрелам[59];
- Памятник Михаилу Калинину, работы скульптора Г. Д. Гликмана, отлитый в бронзе. Открыт в 1956 году[60].

## Легенды
После Октябрьской социалистической революции 1917 года, тверской машинист Александр Тимофеевич Бунин возил Ленина и других лидеров страны Советов. Однажды, Феликсу Дзержинскому срочно понадобилось добраться из Тифлиса в Москву. Чтобы успеть, тверской машинист гнал состав с такой скоростью, что с него ветром сдуло фуражку, он простудился и умер.
Вскоре после появления на Октябрьской железной дороге фирменного скорого поезда «Красная стрела», в числе его пассажиров оказался известный партийный деятель Сергей Киров. Когда поезд прибыл в Тверь, первую остановочную станцию по дороге на Москву, начальник поезда решил похвастаться и сообщил Кирову, что они прибыли в Тверь на семь минут раньше, чем было запланировано. Однако Киров ответил на это, что поезда должны приходить точно по расписанию. С тех пор поезда Октябрьской железной дороги могут задерживаться, но никогда не приходят на место назначения раньше срока.

### Сноски
1. ↑  
Лоцманенко, Николай Семенович (1891—1924). Род. в д. Домославль (ныне В.Волоцкого р-на), окончил Твер. 2-классное ж.-д. уч-ще (1907), с 1909 телеграфист на ст. Тверь, в нояб. 1917 организатор станционной ячейки РСДРП(б), в 1918-24 секр. станционного райкома РКП(б), комиссар телеграфа и чл. Ревкома ст. Тверь, зам. пред. транспортной ЧК, с 1920 комиссар мат. службы ст. Тверь, инспектор труда профкома железнодорожников, с 1918 деп. Твер. горсовета пяти созывов, чл. Твер. губкома РКП(б). Умер от туберкулеза. Похоронен на пл. Революции в Твери в Братской могиле борцов Революции. В 1926 именем Л. назв. пос. Железнодорожников в Твери.
.
2. ↑  
Дешевой, Александр Николаевич (1887 — 11.1973) — Комиссар Тверского участка тяги (1919)
.